# Ed (szövegszerkesztő)
Az ed egy sororientált szövegszerkesztő, amelyet a Unix operációs rendszerhez fejlesztettek ki. A programot Ken Thompson írta 1969-ben, és mára a POSIX szabvány részét képezi, így gyakorlatilag minden Unix-szerű rendszeren (mint a Linux, macOS, BSD) megtalálható.
Ellentétben a modern, képernyőorientált szerkesztőkkel (mint a vim vagy a nano), az ed nem jeleníti meg a fájl teljes tartalmát a képernyőn. Ehelyett a felhasználó parancsokkal tud navigálni, módosítani, hozzáadni vagy törölni sorokat anélkül, hogy vizuális visszajelzést kapna a teljes szövegről.

## Története
Ken Thompson fejlesztette ki PDP-7 számítógépen, assembly nyelven, az eredeti Unix operációs rendszer egyik első szoftverkomponenseként. Az ed egy korábbi, a Berkeley Timesharing Systemen futó szövegszerkesztő, a QED (Quick Editor) leszármazottja.
Az ed volt az egyik első széles körben elterjedt program, amely a reguláris kifejezéseket használta a szövegkereséshez és -cseréhez, ami alapvetően meghatározta a későbbi Unix-eszközök, például a grep, sed és awk működését. 